# Borwick
Borwick – wieś w Anglii, w hrabstwie Lancashire, w dystrykcie Lancaster. Leży 83 km na północny zachód od miasta Manchester i 342 km na północny zachód od Londynu. W 2001 miejscowość liczyła 210 mieszkańców.